# Shenandoah Farms
 (mars 2025).
Pour les articles homonymes, voir Shenandoah.
Shenandoah Farms est une census-designated place située dans les comtés de Warren et de Clarke, dans l’État de Virginie, aux États-Unis. Lors du recensement de 2020, elle comptait 4 135 habitants.